# Легка атлетика на Африканських іграх 2019
Змагання з легкої атлетики на Африканських іграх 2019 були проведені 26-30 серпня в Рабаті на Спортивному комплексі імені Принца Мулая Абдулли.

## Призери

### Чоловіки
| Дисципліни                | Золото                                                               | Золото   | Срібло                                                                            | Срібло   | Бронза                                                                      | Бронза   |
| ------------------------- | -------------------------------------------------------------------- | -------- | --------------------------------------------------------------------------------- | -------- | --------------------------------------------------------------------------- | -------- |
| 100 метрів                | Реймонд Екевво Нігерія                                               | 9,96     | Артур Сіссе Кот-д'Івуар                                                           | 9,97     | Ушеоріце Іцекірі Нігерія                                                    | 10,02    |
| 200 метрів                | Сідні Сіаме Замбія                                                   | 20,35    | Еджовоковінегене Одудуру Нігерія                                                  | 20,54    | Анасо Джободвана ПАР                                                        | 20,56    |
| 400 метрів                | Леунго Скотч Ботсвана                                                | 45,27    | Тапело Фора ПАР                                                                   | 45,59    | Чіді Окезі Нігерія                                                          | 45,61    |
| 800 метрів                | Абдессалем Аюні Туніс                                                | 1.45,17  | Корнеліус Тувеї Кенія                                                             | 1.45,41  | Набіль Уссама Марокко                                                       | 1.45,42  |
| 1500 метрів               | Джордж Манангої Кенія                                                | 3.38,27  | Аянлех Сулейман Джибуті                                                           | 3.38,44  | Чарльз Сімотво Кенія                                                        | 3.38,51  |
| 5000 метрів               | Роберт Кіпроп Кенія                                                  | 13.30,96 | Едвард Пінгва Кенія                                                               | 13.31,40 | Річард Кімуньян Кенія                                                       | 13.31,41 |
| 10000 метрів              | Берегану Цегу Ефіопія                                                | 27.56,81 | Арон Теклу Еритрея                                                                | 27.57,79 | Джемале Меконнен Ефіопія                                                    | 27.59,02 |
| 110 метрів з бар'єрами    | Амін Буанані Алжир                                                   | 13,60    | Оєнії Абеджоє Нігерія                                                             | 13,90    | Луї Менді Сенегал                                                           | 14,05    |
| 400 метрів з бар'єрами    | Абдельмалік Лагулу Алжир                                             | 49,08    | Б'єнвену Савадого Буркіна-Фасо                                                    | 49,25    | Мохамед Туаті Туніс                                                         | 49,29    |
| 3000 метрів з перешкодами | Бенджамін Кіген Кенія                                                | 8.12,39  | Гетнет Вале Ефіопія                                                               | 8.14,06  | Суф'ян ель Баккалі Марокко                                                  | 8.19,45  |
| 4×100 метрів              | Гана Джозеп Амоа Бенджамін Азаматі Мартін Овусу-Антві Шон Сафо-Антві | 38,30    | Нігерія Олавунмі Ароволо Еджовоковінегене Одудуру Ушеоріце Іцекірі Реймонд Екевво | 38,59    | ПАР Хенріхо Брьойнтьїс Анасо Джободвана Чедрік Ван Вік Тандолвенкосі Длодло | 38,80    |
| 4×400 метрів              | Ботсвана Зібане Нгозі Онкабеце Нкоболо Леунго Скотч Баболокі Тебе    | 3.02,55  | ПАР Ранті Дікгале Нкатеко Глунгвані Деррік Мокаленг Тапело Фора                   | 3.03,18  | Нігерія Сікіру Адеємі Шедрак Акпекі Орукпе Ерайокан Едоуз Ібаден            | 3.03,42  |
| Напівмарафон              | Тітус Екіру Кенія                                                    | 1:01.42  | Реда Елаарабі Марокко                                                             | 1:02.44  | Хамза Сахлі Марокко                                                         | 1:02.45  |
| Ходьба 20 кілометрів      | Семюел Гатімба Кенія                                                 | 1:22.48  | Йоганіс Вале Ефіопія                                                              | 1:22.50  | Вейн Снайман ПАР                                                            | 1:23.38  |
| Стрибки у висоту          | Мфо Лінкс ПАР                                                        | 2,20     | Метью Саве Кенія                                                                  | 2,15     | Брейтон Пул ПАР                                                             | 2,15     |
| Стрибки з жердиною        | Хішем Черабі Алжир                                                   | 5,00     | Межді Чегата Туніс                                                                | 4,70     | Ларбі Буррада Алжир                                                         | 4,70     |
| Стрибки у довжину         | Яссер Трікі Алжир                                                    | 8,01     | Маруан Касімі Марокко                                                             | 7,79w    | Нтіа Ромео Бенін                                                            | 7,72     |
| Потрійний стрибок         | Уг Фабріс Занго Буркіна-Фасо                                         | 16,88    | Яссер Трікі Алжир                                                                 | 16,71    | Жан Драк Маврикій                                                           | 16,53    |
| Штовхання ядра            | Чуквуебука Унеквечі Нігерія                                          | 21,48    | Мохамед Халіфа Єгипет                                                             | 20,85    | Мустафа Гассан Єгипет                                                       | 20,74    |
| Метання диска             | Шегаб Ахмед Єгипет                                                   | 59,29    | Айомідетун Огундеджі Нігерія                                                      | 57,82    | Ельбахір Мбаркі Марокко                                                     | 56,92    |
| Метання молота            | Мостафа Ельгамель Єгипет                                             | 72,50    | Алаельдін Елашрі Єгипет                                                           | 72,04    | Іслам Могамед Єгипет                                                        | 71,36    |
| Метання списа             | Джуліус Єго Кенія                                                    | 87,73    | Александер Кіпротіч Кенія                                                         | 77,50    | Ннамді Чінечерем Нігерія                                                    | 73,24    |
| Десятиборство             | Ларбі Буррада Алжир                                                  | 7319     | Мустафа Рамадан Єгипет                                                            | 7099     | Маруан Касімі Марокко                                                       | 6607     |

### Жінки
| Дисципліни                | Золото                                                                                                | Золото   | Срібло                                                                               | Срібло   | Бронза                                                        | Бронза   |
| ------------------------- | --- | -------- | ------------------------------------------------------------------------------------ | -------- | ------------------------------------------------------------- | -------- |
| 100 метрів                | Марі-Жозе Та Лу Кот-д'Івуар                                                                           | 11,09    | Джіна Басс Гамбія                                                                    | 11,13    | Басант Геміда Єгипет                                          | 11,31    |
| 200 метрів                | Джіна Басс Гамбія                                                                                     | 22,58    | Басант Геміда Єгипет                                                                 | 22,89    | Марі-Жозе Та Лу Кот-д'Івуар                                   | 23,00    |
| 400 метрів                | Галефеле Мороко Ботсвана                                                                              | 51,30    | Фейвор Офілі Нігерія                                                                 | 51,68    | Грейс Обур Гана                                               | 51,86    |
| 800 метрів                | Гірут Меро Ефіопія                                                                                    | 2.03,16  | Рабабе Арафі Марокко                                                                 | 2.03,20  | Галіма Накаї Уганда                                           | 2.03,55  |
| 1500 метрів               | Квайлін Кіпроп Кенія                                                                                  | 4.19,33  | Мері Куріа Кенія                                                                     | 4.20,19  | Лемлем Техане Ефіопія                                         | 4.20,60  |
| 5000 метрів               | Ліліан Ренгерук Кенія                                                                                 | 15.33,63 | Гаві Геджіа Ефіопія                                                                  | 15.33,99 | Алеміту Олана Ефіопія                                         | 15.37,15 |
| 10000 метрів              | Цегай Беян Ефіопія                                                                                    | 31.56,92 | Зейнеба Їмер Ефіопія                                                                 | 31.57,95 | Дера Ямі Ефіопія                                              | 31.58,78 |
| 100 метрів з бар'єрами    | Тобі Амусан Нігерія                                                                                   | 12,68    | Крістіан Коала Буркіна-Фасо                                                          | 13,20    | Тейлон Більдт ПАР                                             | 13,40    |
| 400 метрів з бар'єрами    | Ваніс Ньягісера Кенія                                                                                 | 56,95    | Ламія Лхабз Марокко                                                                  | 56,97    | Абасіамо Акпан Нігерія                                        | 57,66    |
| 3000 метрів з перешкодами | Мекідес Демевоз Ефіопія                                                                               | 9.35,18  | Мерсі Гітахі Кенія                                                                   | 9.37,53  | Вейншет Велдецадік Ефіопія                                    | 9.38,56  |
| 4×100 метрів              | Нігерія Джой Удо-Габріель Мерсі Нтія-Обонг Джаспер Адекунле Розмарі Чуквума Блессінґ Окаґбаре (забіг) | 44,16    | ПАР Тебого Мамату Тамзін Томас Пейшенс Нтшінгіла Тайлон Більдт Лініке Бенеке (забіг) | 44,61    | Кенія Максіміла Імалі Мілсент Ндоро Морін Томас Джоан Чероно  | 45,44    |
| 4×400 метрів              | Нігерія Олувакемі Френсіс Пейшенс Джордж Блессінг Оладоє Фейвор Офілі                                 | 3.30,32  | Ботсвана Оарабіле Баболаї Оратіле Нове Амантле Монтшо Галефеле Мороко                | 3.31,96  | Уганда Насіба Набір'є Еміллі Нанзірі Лені Шида Стелла Вонруку | 3.32,25  |
| Напівмарафон              | Ялемзерф Єгуалев Ефіопія                                                                              | 1:10.26  | Дегіту Асірес Ефіопія                                                                | 1:10.31  | Месерет Тола Ефіопія                                          | 1:12.08  |
| Ходьба 20 кілометрів      | Емілі Нгії Кенія                                                                                      | 1:34.41  | Грейс Нджуе Кенія                                                                    | 1:34.57  | Єгуалеє Мітіку Ефіопія                                        | 1:35.21  |
| Стрибки у висоту          | Роуз Єбоа Гана                                                                                        | 1,84     | Різлане Сіба Марокко                                                                 | 1,81     | Аріят Убанг Ефіопія                                           | 1,81     |
| Стрибки з жердиною        | Дора Махфудхі Туніс                                                                                   | 4,31     | Фатма Ельбендарі Єгипет                                                              | 4,10     | Діна Ельтабаа Єгипет                                          | 4,00     |
| Стрибки у довжину         | Есе Бруме Нігерія                                                                                     | 6,69     | Дебора Аква Гана                                                                     | 6,37     | Лінік Бенеке ПАР                                              | 6,30     |
| Потрійний стрибок         | Грейс Анігбата Нігерія                                                                                | 13,75    | Джамаа Чнаїк Марокко                                                                 | 13,69    | Зінзі Чабангу ПАР                                             | 13,59    |
| Штовхання ядра            | Оєсаде Олатоє Нігерія                                                                                 | 16,61    | Ішке Сенекал ПАР                                                                     | 16,18    | Мейке Стрідом ПАР                                             | 14,64    |
| Метання диска             | Чіома Оньєквере Нігерія                                                                               | 59,91    | Йоланді Стандер ПАР                                                                  | 57,75    | Ішке Сенекал ПАР                                              | 53,95    |
| Метання молота            | Летіція Бамбара Буркіна-Фасо                                                                          | 65,28    | Темілола Огунрінде Нігерія                                                           | 64,68    | Оєсаде Олатоє Нігерія                                         | 63,97    |
| Метання списа             | Келечі Нванага Нігерія                                                                                | 55,88    | Джоан Ван Дік ПАР                                                                    | 55,38    | Сунетт Вільюн ПАР                                             | 53,44    |
| Семиборство               | Крістіан Коала Буркіна-Фасо                                                                           | 5866     | Олувакемі Френсіс Нігерія                                                            | 5683     | Нада Чруді Туніс                                              | 5302     |

## Медальний залік
Збірна Нігерії виборола першість у медальному заліку, випередивши кенійську збірну лише на 3 бронзові нагороди.
| Місце | Країна       | Золото | Срібло | Бронза | Загалом |
| ----- | ------------ | ------ | ------ | ------ | ------- |
| 1     | Нігерія      | 10     | 7      | 6      | 23      |
| 2     | Кенія        | 10     | 7      | 3      | 20      |
| 3     | Ефіопія      | 5      | 5      | 8      | 18      |
| 4     | Алжир        | 5      | 1      | 1      | 7       |
| 5     | Буркіна-Фасо | 3      | 2      | 0      | 5       |
| 6     | Ботсвана     | 3      | 1      | 0      | 4       |
| 7     | Єгипет       | 2      | 5      | 4      | 11      |
| 8     | Туніс        | 2      | 1      | 2      | 5       |
| 9     | Гана         | 2      | 1      | 1      | 4       |
| 10    | ПАР          | 1      | 6      | 10     | 17      |
| 11    | Кот-д'Івуар  | 1      | 1      | 1      | 3       |
| 12    | Гамбія       | 1      | 1      | 0      | 2       |
| 13    | Замбія       | 1      | 0      | 0      | 1       |
| 14    | Марокко      | 0      | 6      | 5      | 11      |
| 15    | Джибуті      | 0      | 1      | 0      | 1       |
| 15    | Еритрея      | 0      | 1      | 0      | 1       |
| 17    | Уганда       | 0      | 0      | 2      | 2       |
| 18    | Бенін        | 0      | 0      | 1      | 1       |
| 18    | Маврикій     | 0      | 0      | 1      | 1       |
| 18    | Сенегал      | 0      | 0      | 1      | 1       |